# Göteborgs Gamlestads församling
Göteborgs Gamlestads församling var en församling i Göteborgs stift i nuvarande Göteborgs kommun. Församlingen delades år 1951 i två kyrkobokföringsdistrikt där delen med detta namn upplöstes år 1969 när det området ombildades till Göteborgs Sankt Pauli församling och den kvarvarande delen samtidigt fick namnet Nylöse församling. 

## Administrativ historik
Församlingen bildades 1 maj 1883 då den första territoriella församlingsindelningen genomfördes och omfattade dåvarande stadsområdet öster om Gullbergsån dvs 12:e roten nr 1-19, Stora Olskroken samt 18-20 rotarna. Samtidigt överfördes till församlingen de som tillhört Göteborgs hospitalsförsamling som samtidigt upplöstes.
Med Gamlestads församling införlivades 1909 vissa delar av Kålltorp från Örgryte. År 1928 överfördes från Partille församling den del som före 1571 utgjort Utby församling.  År 1930 överfördes ett område från Angereds församling i Älvsborgs län hit. År 1951 utbröts Härlanda församling. År 1960 utbröts Kortedala församling. Församlingen var mellan 1951 och 1970 uppdelad i olika kyrkobokföringsdistrikt: Gamlestads kbfd (148003), Nylöse kbfd (148004), Kortedala kbfd (148005, från 1955 till 1959), Bergsjöns kbfd (148032, från 1968 till 1970). År 1969 upplöstes Gamlestadens församling och Gamlestadens kbfd när denna del ombildades till Göteborgs Sankt Pauli församling och utbröts. Nylöse kbfd och Bergsjöns kbfd bildade Nylöse församling.
Från 1 maj 1883 till 1969 utgjorde församlingen ett eget pastorat.

## Kyrkor
- Sankt Pauli kyrka
- Nylöse kyrka
- Utby kyrka